# 3324 Avsyuk
3324 Avsyuk је астероид главног астероидног појаса са пречником од приближно 18,24 .
Афел астероида је на удаљености од 2,771 астрономских јединица (АЈ) од Сунца, а перихел на 2,628 АЈ.
Ексцентрицитет орбите износи 0,026, инклинација (нагиб) орбите у односу на раван еклиптике 10,754 степени, а орбитални период износи 1620,329 дана (4,436 године).
Апсолутна магнитуда астероида је 11,70 а геометријски албедо 0,110.
Астероид је откривен 4. фебруара 1983. године.